# Monta Ellis
Monta Ellis (Jackson, 26 ottobre 1985) è un ex cestista statunitense, di ruolo guardia, professionista nella NBA.
Il suo soprannome, The Mississippi Bullet (Il Proiettile dal Mississippi) è dovuto al suo stato d'origine e alla sua grande velocità sul campo da basket.

## Carriera

### High school
Ha frequentato la Lanier High School a Jackson dove è stato nominato Parade Magazine High School Player of the Year 2005, ovvero uno dei migliori giocatori del 2005 nelle high school (insieme a Greg Oden). Era destinato alla Mississippi State University prima di essere chiamato nella NBA nel 2005. Nel suo quarto anno nell'high school realizzò in media 28,9 punti, 4,9 assist, 5,2 rimbalzi e 3,1 rubate a partita con percentuali al tiro del 46,1%, nei tiri liberi del 78,0% e da dietro l'arco del 43,5%. Il suo ultimo anno nella Lanier High School fu il migliore, mettendo 38,4 punti, 6,8 assist, 7,9 rimbalzi e 4,5 rubate a partita, mentre tirava i liberi con l'80,0%, dal campo col 46,0% e da tre col 48,0%.

### NBA (2005-2017)

#### Golden State Warriors (2005-2012)
Scelto nel Draft 2005 dai Golden State Warriors nel secondo giro (40º assoluto), fu successivamente inserito nella squadra titolare nella stagione 2005-06, insieme al rookie Ike Diogu. Venne reputato come uno dei giocatori da tenere d'occhio nella "summer league" del 2006, ma venne tenuto fuori dai giochi a causa di problemi al ginocchio.
Il 24 gennaio 2007 ha messo a segno il suo primo tiro della vittoria in carriera quando stava per suonare la quarta sirena della partita e diede così ai Warriors la vittoria per 110-109 sui New Jersey Nets.
Il 31 gennaio venne scelto per giocare nel T-Mobile Rookie Challenge durante l'NBA All-Star weekend. In quella partita ha realizzato 28 punti carichi di schiacciate col 13 su 16 al tiro per la vittoria dei suoi sophomore. Però venne scavalcato da David Lee e Chris Paul per gli onori dell'MVP della partita.
Il 24 febbraio ha fatto registrare il suo career high con 13 assist contro i Los Angeles Clippers.
Il 26 aprile ha ricevuto il titolo di NBA Most Improved Player, cioè per il giocatore migliorato maggiormente, avendo avuto la media di 16,5 punti a partita, rispetto ai suoi 6,8 dell'anno precedente (da rookie).
Tuttavia, molti critici credevano che Kevin Martin dei Sacramento Kings lo avrebbe battuto. Infatti Martin aveva la media di 10,6 nel 2006, e poi di 21,1 nel 2007. 

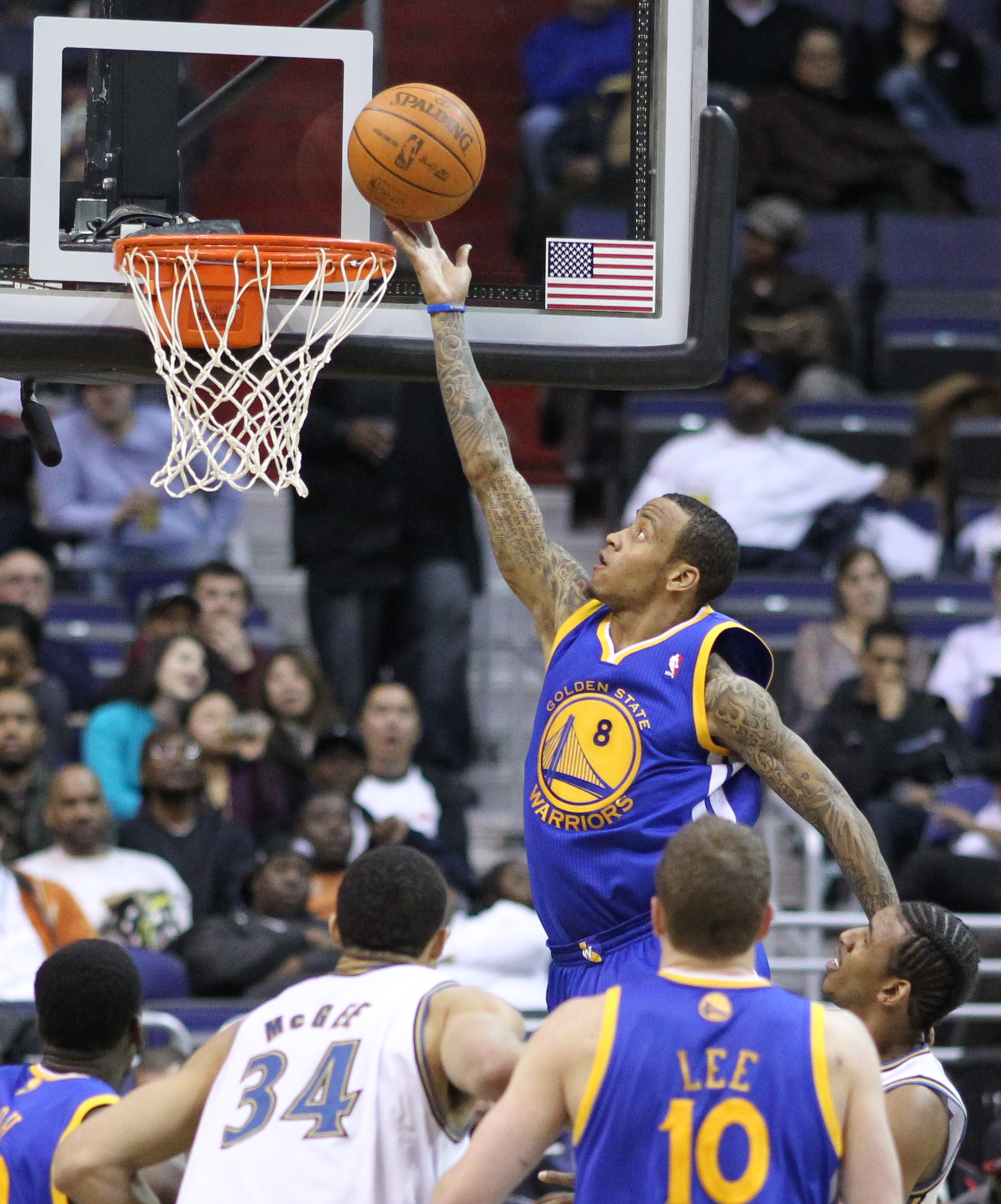
Monta Ellis con i Warriors mentre effettua un tiro in sottomano

I miglioramenti del giocatore dal Mississippi sono stati sensibili anche nelle due stagioni successive, sempre magre di soddisfazioni per la sua squadra, ma disputata ad ottimi livelli da Ellis. Nel gennaio 2008 fissa un nuovo record carriera di punti a 39, record che viene annichilito un anno e tre mesi dopo contro i Sacramento Kings con quella che è forse la sua miglior partita in carriera: 42 punti, 9 rimbalzi, 9 assist e trascinatore indiscusso di Golden State alla vittoria dopo un tempo supplementare. Ellis diviene nel febbraio 2008 la nona guardia a mantenere in un mese di regular season più del 60% di percentuali dal campo (per l'esattezza il 60,2%). Questa particolare statistica annovera tra i rari, i campioni John Stockton, Steve Nash, Jim Paxson, Fred Brown. Corona questo mese sensazionale realizzando più di 30 punti in quattro partite consecutive. Durante il 2008 Ellis ha avuto più volte problemi fisici, in particolare nella pre-season della stagione 2008-2009: il 26 agosto 2008 si strappò un legamento della caviglia, e il giorno dopo venne prontamente operato con buoni esiti. Ci furono sospetti che Ellis avesse mentito sulle cause dell'infortunio: aveva dichiarato di essersi procurato lo strappo allenandosi nel suo paese in Mississippi, ma in seguito emerse che il travaglio era stato procurato da un incidente in motociclo.
La guardia venne punita dal proprio team con una squalifica di 30 partite, all'incirca quante erano necessarie per il recupero dallo strappo. Il ritorno di Ellis avvenne il 23 gennaio 2009 con una partita da 20 punti, 3 rimbalzi, 3 assist, una stoppata e una palla rubata. Dopo un calo nel mese di febbraio, tornò su ottimi livelli nel mese di marzo, con 23,5 punti di media, il 49% dal campo e l'87% dalla linea del tiro libero.
La stagione 2009-10 è per lui eccezionale: è il leader assouluto dei Warriors, e trova una buona alchimia col nuovo playmaker Stephen Curry, ma non riesce a condurre la propria franchigia ai play-off. Chiude la regular season come uno dei migliori marcatori della lega, cioè con ben 25,5 punti a partita in 41,4 minuti di media. Realizza 30 o più punti in 24 match.
Nella prima di campionato nella stagione 2010-11 pareggia il suo career-high (realizzato la stagione precedente contro i Dallas Mavericks) nel match contro gli Houston Rockets, 46 punti in 40 minuti con il 18/24 dal campo.

#### Milwaukee Bucks (2012-2013)
Il 14 marzo 2012 viene ceduto dai Golden State Warriors ai Milwaukee Bucks insieme all'ala grande nigeriana Ekpe Udoh e al centro Kwame Brown; in cambio ai Golden State Warriors approda il centro Andrew Bogut.

#### Dallas Mavericks (2013-2015)
Durante l'estate del 2013 decide di non esercitare l'opzione sul suo contratto con i Milwaukee Bucks e sonda il mercato diventando ufficialmente free agent. Si accorda il 23 luglio con la squadra dei Dallas Mavericks firmando un contratto della durata di due anni con un'opzione per un terzo anno.

#### Indiana Pacers (2015-2017)
Nell'estate 2015 uscì dal contratto con i Mavericks e si accorda con gli Indiana Pacers con cui firma un quadriennale da 44 milioni di dollari (il quarto di opzione al giocatore).
Il 16 giugno 2017 venne trovato positivo alla marijuana in un controllo antidoping e sospeso per 5 partite. Venne tagliato il 5 luglio 2017, nonostante fosse sotto contratto per un altro anno con i Pacers.

## Statistiche
| * | Primo nella lega |

### NBA

#### Regular season
| Anno      | Squadra          | PG  | PT  | MP    | TC%  | 3P%  | TL%  | RP  | AP  | PRP | SP  | PP   |
| --------- | ---------------- | --- | --- | ----- | ---- | ---- | ---- | --- | --- | --- | --- | ---- |
| 2005-2006 | G.S. Warriors    | 49  | 3   | 18,1  | 41,5 | 34,1 | 71,2 | 2,1 | 1,6 | 0,7 | 0,2 | 6,8  |
| 2006-2007 | G.S. Warriors    | 77  | 53  | 34,3  | 47,5 | 27,3 | 76,3 | 3,2 | 4,1 | 1,7 | 0,3 | 16,5 |
| 2007-2008 | G.S. Warriors    | 81  | 72  | 37,9  | 53,1 | 23,1 | 76,7 | 5,0 | 3,9 | 1,5 | 0,3 | 20,2 |
| 2008-2009 | G.S. Warriors    | 25  | 25  | 35,7  | 45,1 | 30,8 | 83,0 | 4,3 | 3,7 | 1,6 | 0,3 | 19,0 |
| 2009-2010 | G.S. Warriors    | 64  | 64  | 41,4* | 44,9 | 33,8 | 75,3 | 4,0 | 5,3 | 2,2 | 0,4 | 25,5 |
| 2010-2011 | G.S. Warriors    | 80  | 80  | 40,3* | 45,1 | 36,1 | 78,9 | 3,5 | 5,6 | 2,1 | 0,3 | 24,1 |
| 2011-2012 | G.S. Warriors    | 37  | 37  | 36,9  | 43,3 | 32,1 | 81,2 | 3,4 | 6,0 | 1,5 | 0,3 | 21,9 |
| 2011-2012 | Milwaukee Bucks  | 21  | 21  | 36,0  | 43,2 | 26,7 | 76,4 | 3,5 | 5,9 | 1,4 | 0,3 | 17,6 |
| 2012-2013 | Milwaukee Bucks  | 82  | 82  | 37,5  | 41,6 | 28,7 | 77,3 | 3,9 | 6,0 | 2,1 | 0,4 | 19,2 |
| 2013-2014 | Dallas Mavericks | 82  | 82  | 36,9  | 45,1 | 33,0 | 78,8 | 3,6 | 5,7 | 1,7 | 0,3 | 19,0 |
| 2014-2015 | Dallas Mavericks | 80  | 80  | 33,7  | 44,5 | 28,5 | 75,2 | 2,4 | 4,1 | 1,9 | 0,3 | 18,9 |
| 2015-2016 | Indiana Pacers   | 81  | 81  | 33,8  | 42,7 | 30,9 | 78,6 | 3,3 | 4,7 | 1,9 | 0,5 | 13,8 |
| 2016-2017 | Indiana Pacers   | 74  | 33  | 27,0  | 44,3 | 31,9 | 72,7 | 2,8 | 3,2 | 1,1 | 0,4 | 8,5  |
| Carriera  | Carriera         | 833 | 713 | 34,8  | 45,1 | 31,4 | 77,2 | 3,5 | 4,6 | 1,7 | 0,3 | 17,8 |

#### Play-off
| Anno     | Squadra          | PG | PT | MP   | TC%  | 3P%  | TL%  | RP  | AP  | PRP  | SP  | PP   |
| -------- | ---------------- | -- | -- | ---- | ---- | ---- | ---- | --- | --- | ---- | --- | ---- |
| 2007     | G.S. Warriors    | 11 | 6  | 21,6 | 39,0 | 11,1 | 82,1 | 2,3 | 0,9 | 0,9  | 0,2 | 8,0  |
| 2013     | Milwaukee Bucks  | 4  | 4  | 38,0 | 43,6 | 15,8 | 37,5 | 3,3 | 5,5 | 2,5* | 0,3 | 14,3 |
| 2014     | Dallas Mavericks | 7  | 7  | 35,6 | 40,9 | 35,3 | 87,1 | 2,4 | 2,9 | 1,3  | 0,1 | 20,4 |
| 2015     | Dallas Mavericks | 5  | 5  | 39,4 | 46,8 | 36,7 | 75,0 | 3,2 | 5,2 | 2,0  | 0,6 | 26,0 |
| 2016     | Indiana Pacers   | 7  | 7  | 32,1 | 43,4 | 33,3 | 80,0 | 3,9 | 4,3 | 2,1  | 0,0 | 11,6 |
| 2017     | Indiana Pacers   | 4  | 2  | 19,0 | 40,0 | 25,0 | 80,0 | 2,0 | 1,3 | 0,5  | 0,3 | 5,5  |
| Carriera | Carriera         | 38 | 31 | 29,9 | 42,7 | 29,8 | 75,5 | 2,8 | 3,0 | 1,5  | 0,2 | 13,7 |

#### Massimi in carriera
- Massimo di punti: 48 vs Oklahoma City Thunder (7 febbraio 2012)[9]
- Massimo di rimbalzi: 12 (2 volte)
- Massimo di assist: 17 vs Atlanta Hawks (12 aprile 2013)
- Massimo di palle rubate: 7 (3 volte)
- Massimo di stoppate: 5 vs Cleveland Cavaliers (16 novembre 2016)
- Massimo di minuti giocati: 53 (2 volte)

## Palmarès
- McDonald's All-American Game (2005)
- NBA Most Improved Player (2007)